# Schöneberg (Schwedt)
Schöneberg è una frazione della città tedesca di Schwedt/Oder, nel Land del Brandeburgo.

## Storia
Il 31 dicembre 2001 vennero aggregati al comune di Schöneberg i comuni di Felchow e Flemsdorf.
Il 1º gennaio 2021 il comune di Schöneberg venne aggregato alla città di Schwedt/Oder.